# Pribić Crkveni
Pribić Crkveni is een plaats in de gemeente Krašić in de Kroatische provincie Zagreb. De plaats telt 184 inwoners (2001).